# Aursfjord
Aursfjord est une localité du comté de Troms, en Norvège.

## Géographie
Administrativement, Aursfjord fait partie de la kommune de Balsfjord.